# Violín de clavos

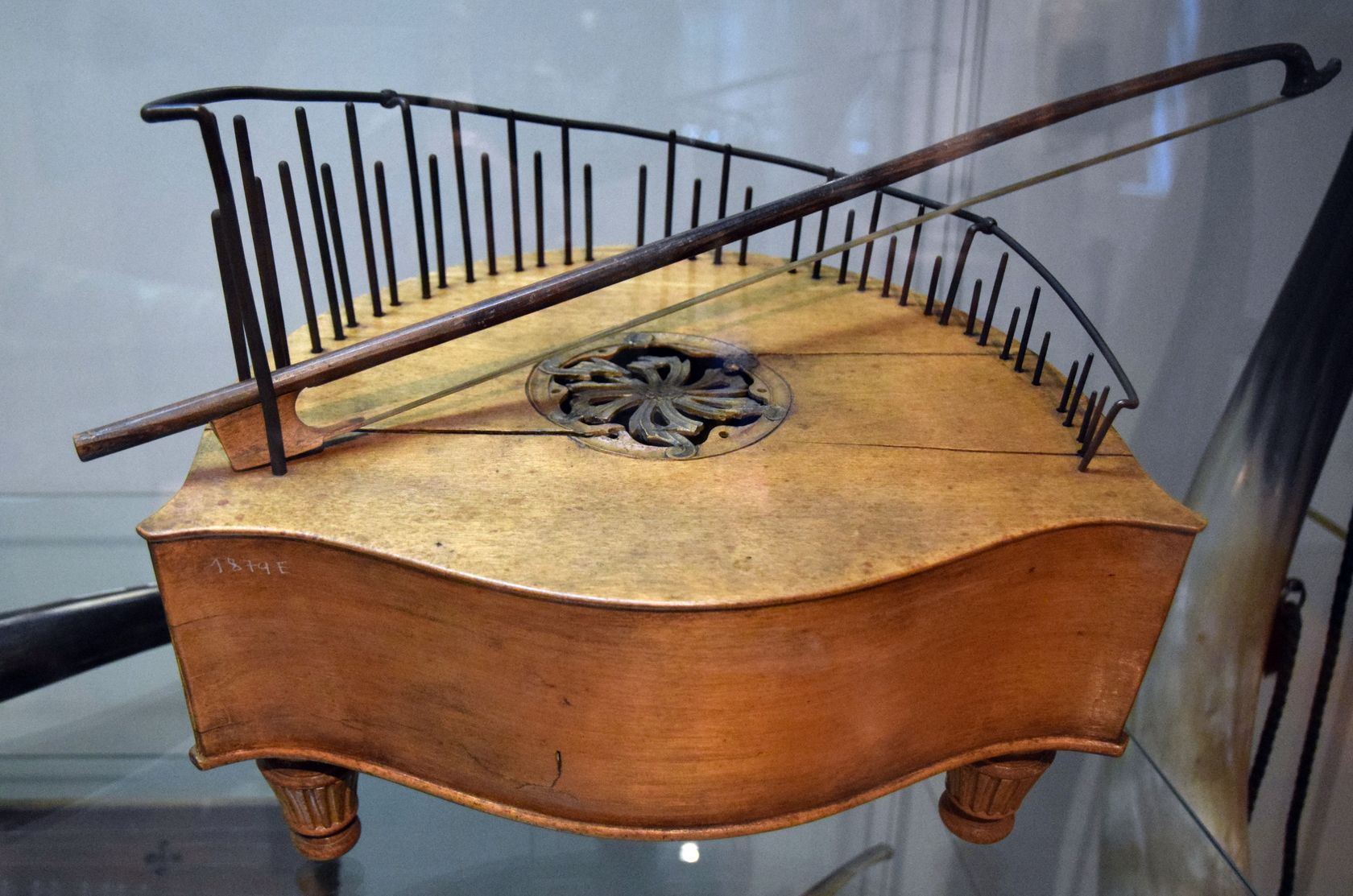
Violín de clavos de Bohemia, siglo XIX.

El violín de clavos es un instrumento musical inventado por el violinista alemán Johann Wilde en 1740. El instrumento consiste en una tabla armónica semicircular de madera, con un tamaño aproximado de 45,7 centímetros (1,5 pies) x 30,5 centímetros (1 pies), con unos clavos de hierro o de bronce de distintas longitudes, dispuestos para producir una escala cromática al ser frotados con un arco.

## Historia
Wilde creó este instrumento cuando por descuido rozó su arco en una varilla metálica, que produjo un sonido musical. El arco que utilizó en un principio para su instrumento estaba cerdado con crin de caballo, que producía el sonido por fricción. Un instrumento mejorado que se encuentra actualmente en la colección de la Hochschule de Berlín, tiene dos cuerpos de distintos tamaños en forma de media luna, uno sobre el otro, formando dos terrazas. En la pared curva del cuerpo superior hay dos filas de grapas metálicas, la de arriba produce una escala diatónica, y la inferior los semitonos cromáticos intermedios. El instrumento produce un sonido dulce parecido al de una campana pero tiene unas posibilidades técnicas limitadas.
Los registros históricos contemplan el nombre de un único virtuoso de este instrumento; era un músico bohemio llamado Senal, que viajó por toda Alemania con este instrumento entre los años 1780 y 1790. Senal había alterado el instrumento añadiéndole cuerdas de vibración por simpatía y llamó a su versión mejorada «violino armonico».
Han existido algunas otras modificaciones o variaciones a partir del diseño original de Wilde, entre ellas el uso de varas de cristal o de madera en lugar de clavos metálicos. Träger de Bernberg (Sajonia) creó una versión con teclado operada por un pedal oscilante en 1791. El Adiaphonon, creado por Franz Schuster en 1818 o 1819, era similar al violín de clavos. Usaba varillas metálicas frotadas con un arco y disponía de un rango de seis octavas, de Fa1 a Fa7. Una modificación del siglo XIX, llamada Stockspiel o Melkharmonica, incorporaba varillas de madera que se tocaban mediante guantes cubiertos de resina.  Bill Wesley había inventado el violín de matriz de clavos, en el que las notas se disponían según el sistema de la Matriz. Se toca con los dedos y las palmas de las manos empolvadas con resina de bailarín. El waterphone funciona sobre unos principios similares, pero es atonal en lugar de ser cromático y contiene agua dentro del resonador.

## Categoría de instrumento musical
Este instrumento está dentro de la categoría de idiófono frotado, pues se toca con un arco. El instrumento se puede tocar también golpeando los clavos o varillas. Michael Meadows ha creado copias contemporáneas del diseño primitivo de este instrumento.[cita requerida]